# Sankt Gallens universitet

Sankt Gallens universitet (tyska: Universität St. Gallen) är ett universitet i den schweiziska staden Sankt Gallen, grundat 1898. Universitetet drivs av kantonen Sankt Gallen.
Universitetet är allmänt känt under namnet HSG vilket härstammar från dess tidigare namn Handels-Hochschule St. Gallen. Det fullständiga namnet på tyska är Universität St. Gallen - Hochschule für Wirtschafts-, Rechts- und Sozialwissenschaften sowie Internationale Beziehungen (HSG). Universitetets främsta fakulteter är inom företagsekonomi, nationalekonomi samt juridik och sociologi.
Trots att universitetet är ett av de minsta i Schweiz har det den största företagsekonomiska fakulteten bland alla schweiziska universitet och är dessutom ansett som det främsta inom så väl nationalekonomi, företagsekonomi och offentlig förvaltning i Europa.[källa behövs] Universitetet är ackrediterad medlem av de olika organisationerna CEMS, APSIA, EQUIS samt AACSB.